# ويليم دي جونغ
ويليم دي جونغ (بالهولندية: Willem de Jong)‏ (و. 1872 – 1918 م) هو مدرس، وسياسي هولندي، ولد في سخيرمونيكوخ، توفي عن عمر يناهز 46 عاماً.

## مناصب
تولى منصب عضو مجلس نواب هولندا ‏
.